# Aitor Fernández Abarisketa
Aitor Fernández Abarisketa (Arrasate, 3 de maig de 1991) és un futbolista professional basc que juga com a porter, actualment al CA Osasuna.

## Carrera esportiva
Es va iniciar en les categories inferiors de l'Athletic Club, jugant en les categories d'infantil, cadet i juvenil. Després d'una estada al CD Baskonia la temporada 2008-2009, va tornar a la categoria juvenil per disputar la Copa del Rei juvenil, de la qual va ser quedar subcampió. La temporada 2009-2010, va jugar de titular al CD Baskonia de Tercera Divisió. La temporada 2010/11 l'Athletic va pensar en ell com un dels candidats per ocupar el lloc de segon porter del primer equip, però finalment es va decidir per Raúl Fernández, també del planter, ja que era 3 anys més gran i tenia més experiència. L'Athletic va cedir el jugador al Barakaldo CF per a la temporada 2012-2013 però la gran primera volta del porter fa que el Vila-real CF el fitxés al mercat d'hivern fins al juny de 2014, amb una opció de recompra per part de l'Athletic Club.

### CD Numància
El 6 de juliol de 2016, Fernández va fitxar pel CD Numancia de Segona Divisió, per dos anys. Va debutar com a professional el 4 de setembre de 2016, com a titular, en un empat 1–1 a fora contra l'AD Alcorcón.
Inicialment suplent de Munir, Fernández es va beneficiar de convocatòries amb la selecció i va esdevenir titular habitual, posició que va mantenir fins al final de la temporada. El 27 de febrer de 2017, va ampliar el seu contracte fins al 2020.

### Llevant UE
Fernández va signar contracte per quatre anys amb el Llevant UE de La Liga el 23 de juliol de 2018. La seva primera aparició amb el club fou el 2 de febrer de 2019, en un empat 0–0 a casa contra el Getafe CF.
El novembre de 2019 signar un nou contracte fins al 2023, amb una clàusula de rescissió de 30 milions d'euros.

## Internacional
Va formar part de la selecció espanyola sub-19 que va disputar el Campionat d'Europa de la UEFA Sub-19 de 2010 en què la selecció espanyola hi va quedar subcampiona.
El 23 de juliol de 2018, Fernández va signar contracte per quatre anys amb el Llevant UE de La Liga.

## Palmarès
- Subcampió de la Copa del Rei Juvenil (1): 2009.
- Subcampió de l'Eurocopa Sub-19 de 2010.